# Decorat

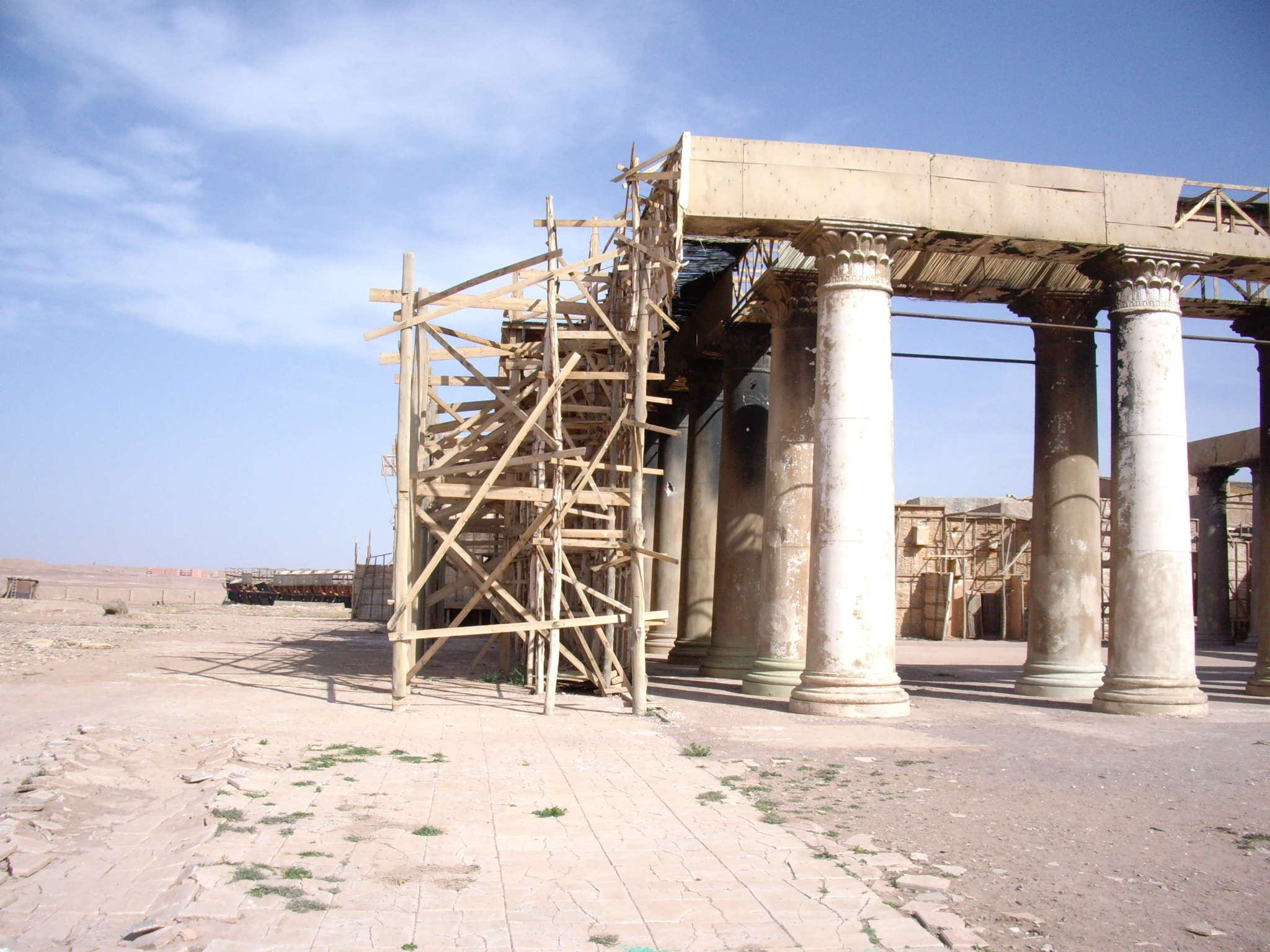
Detall de decorat fer servir en pel·lícules històriques

El decorat a les arts escèniques o en una pel·lícula designa el lloc i l'entorn on té lloc l'acció.
Al cinema, algunes companyies cinematogràfiques disposen de decorats fixos, com a Hollywood o Cinecittà. En les arts escèniques el terme decorat actualment està caient en desús.
En el moment de la lectura del guió, l'argument suggereix imatges i escenes. Algunes vegades, el guió descriu clarament el tipus de decorats i localitzacions que es necessitaran. Així, es pot arribar fins i tot a especificar localitzacions concretes i fàcils de trobar. El guió pot descriure també els personatges amb bastant d'exactitud. Durant la primera lectura del guió, comença una interpretació visual del que seran els esbossos definitius. En el transcurs d'aquesta primera lectura se situen ja els personatges en el seu context.
És tasca del decorador o director artístic subratllar determinats trets dels personatges per fer-los més creïbles.

## Cinema i televisió
Com a primera funció, és indispensable realitzar una sèrie d'esbossos per definir les necessitats del guió d'acord amb el productor de cinema. Aquests esbossos, una vegada aprovats, s'han de dibuixar a escala considerant no només les mesures, sinó també el tipus de materials que s'empraran (fustes, pintures, motlles, etc.) a fi d'apropar-se el màxim possible per a la realització del pressupost.
És important detallar prèviament sobre un plànol la implantació del decorat al plató o en l'espai de l'escenari. A partir d'aquí es dibuixarà una planta a terra sobre la qual s'aixecarà una estructura de bastidors. Es construiran les parets, teulades, portes i finestres i s'acabaran amb un criteri de consecució del màxim estalvi possible.
No caldrà acabar aquelles parts del decorat que no hagin de sortir en pantalla com, per exemple, els sostres, que al seu torn permetran l'accessibilitat de focus, material elèctric i perxes de so.
En algunes ocasions, s'empraran fons pintats que simulen un paisatge o un carrer, fons llisos de diferents colors (adequats per a claus de croma) o neutres, ampliacions fotogràfiques o projeccions. L'ús de ciclorames penjats al fons de l'escenari, convenientment il·luminats, és un recurs molt emprat en la decoració d'escenaris. L'equip de producció també haurà de comptar amb el temps i el pressupost precisos per al seu desmuntatge o demolició.

## Arts escèniques
Actualment, a les arts escèniques el terme "decorat" té les de perdre, i cada vegada es substitueix més per "escenografia", que d'altra banda inclou els decorats.
Històricament, alguns artistes de gran importància han treballat en decorats escenogràfics, començant en el Renaixement italià: Leonardo da Vinci en la cort de Ludovico Sforza de Milà; Palladio, que va construir el Teatre Olímpic de Vicenza, etc.
El teatre barroc es va caracteritzar per l'enorme importància que es donava als decorats (de vegades simultani s), a l'arquitectura efímera, que convertia parts senceres de la ciutat en un escenari teatral (vegeu Pintura barroca espanyola) ia l'organització de tota mena de festa, inclosos els banquets (François Vatel).
Al segle xx, Picasso, Matisse i altres pintors d'avantguarda van treballar per als Ballets Russos de Sergéi Diágilev. Salvador Dalí també va fer escenografies, ( Mariana Pineda ,  El barret de tres pics ) fins i tot per al cinema ( Recorda , d'Alfred Hitchcock). En el teatre còmic espanyol han estat notables les escenografies d'Antonio Mingote ( La venjança de Don Mendo ).